# Szenicsit
Szenicsit (IMA-Symbol Sze) ist ein seltenes Mineral aus der Mineralklasse der „Sulfate (einschließlich Selenate, Tellurate, Chromate und Wolframate)“. Es kristallisiert im rhombischen Kristallsystem mit der Zusammensetzung Cu3(MoO4)(OH)4, ist also ein Kupfer-Molybdat mit vier zusätzlichen Hydroxidionen.
Szenicsit bildet hauptsächlich dünntafelige Kristalle von maximal 3 cm Größe, die zu fächerförmig angeordneten Aggregaten verwachsen sind, findet sich daneben aber auch in Form von Kluftfüllungen von circa 5 mm Mächtigkeit in einer hydrothermal alterierten Granitmatrix.
Die Typlokalität des Szenicsit ist das heute stillliegende, ehemals sekundäre Kupfererze abbauende Bergwerk „Jardinera No. 1“ (Koordinaten des Kupferbergwerk Jardinera No. 1) bei Inca de Oro, Provinz Chañaral, Región de Atacama (Region III), Chile.

## Etymologie und Geschichte

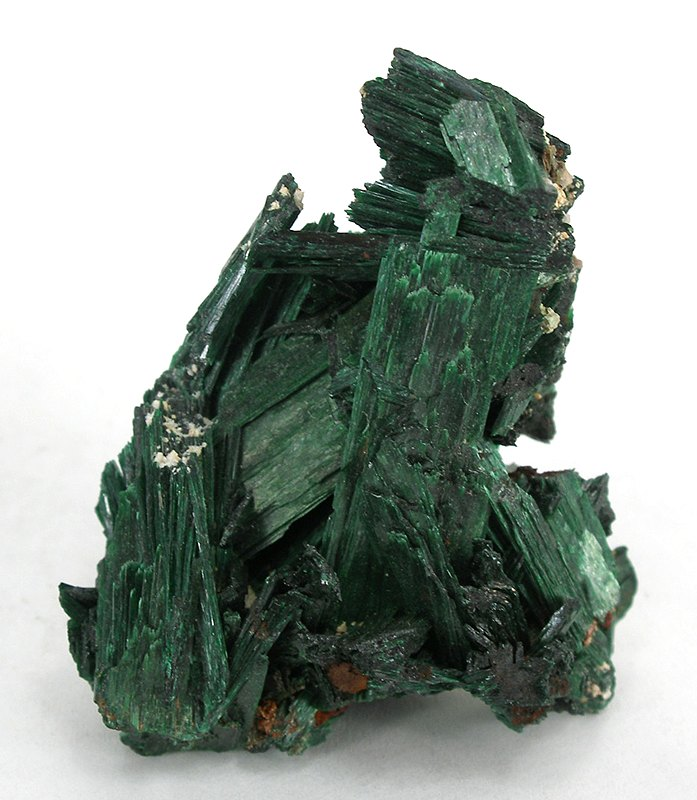
Szenicsit aus der Jardinera No. 1 Mine bei Inca de Oro, Provinz Chañaral, Región de Atacama, Chile (Größe: 4,6 cm × 3,9 cm × 2,1 cm)

Im Januar 1993 fand der US-amerikanische Mineralienhändler Terry Szenics in einer kleinen Kupferlagerstätte im nördlichen Chile ein grünes, ursprünglich für Lindgrenit gehaltenes Mineral. Über die „Aurora Mineral Corporation“, Freeport, New York, gelangte das Material an das Harvard Mineralogical Museum in Cambridge, Massachusetts, USA. Hier zeigten bereits erste röntgendiffraktometrische Untersuchungen, dass es sich bei diesem Mineral weder um Lindgrenit noch um ein anderes bekanntes Mineral handelte. Nach intensiven Untersuchungen eines US-amerikanischen Teams von Mineralogen und Kristallographen um den damaligen Kustos des Mineralogisch-Geologischen Museums an der Harvard University Carl A. Francis wurde das neue Mineral der International Mineralogical Association (IMA) vorgelegt, die es 1993 als neues Mineral anerkannte. Nachdem bereits im Jahre 1994 eine kurze Beschreibung des neuen Minerals, allerdings mit einem völlig falschen Fundort, erschienen war, erfolgte die wissenschaftliche Erstbeschreibung dieses Minerals als Szenicsit (englisch Szenicsite) im Jahre 1997 durch Carl A. Francis, Lawrence C. Pitman und David E. Lange in der US-amerikanischen Zeitschrift The Mineralogical Record, jetzt mit dem richtigen Fundort. Die Autoren benannten das neue Mineral nach den Findern, Zoltan Terry Szenics (* 1947) und Marissa Szenics (* 1950).
Das Typmaterial für Szenicsit (Cotypen) wird unter den Katalognummern 133734 – 133735 und 133738 – 133739 in der Sammlung des Mineralogical & Geological Museum der Harvard University in Cambridge, Massachusetts, USA, aufbewahrt.
Um das Vorkommen des neuen Minerals allein und ungestört ausbeuten zu können, hatte Terry Szenics hinsichtlich des Fundortes absichtlich und wissentlich falsche Angaben geliefert und als angeblichen Fundort des neuen Minerals das rund 100 km südlich des tatsächlichen Fundorts liegende „Tierra Amarilla“ in Chile angegeben. Ganz ähnlich verheimlichte der Bündner Strahler Giachen Fidel Caveng (1811 – 1872) den Erstfundort des von ihm im Herbst 1868 gefundenen Milarits, indem er den tatsächlich Fundort im Val Giuv bei Sedrun, Graubünden, Schweiz, ins benachbarte Val Milà verlegte, was den Erstbeschreiber, Gustav Adolf Kenngott, zur Benennung als „Milarit“ veranlasste.
Die Art und Weise, wie Szenics die „Wissenschaftler mit falschen Daten … fütterte“, rief eine Diskussion zur Ethik dieses Verhaltens hervor, die in der Erwägung gipfelte, das Mineral Szenicsit umzubenennen, um eine derartige Handlungsweise nicht auch noch zu ehren. Offensichtlich gilt ein solches Verhalten aber immer noch als Kavaliersdelikt, denn in „recognition of Terry’s lifelong commitment to minerals and his diligent field work discovering a great many important and beautiful mineral specimens in North and South America“ Terry Szenis „was presented with the 2016 American Mineral Heritage Award at the 2016 Tucson Show“ (deutsch Als Anerkennung für Terrys lebenslanges Engagement für Minerale und seine sorgfältige Feldarbeit, bei der er viele wichtige und schöne Mineralien in Nord- und Südamerika entdeckte, wurde er auf der Tucson Show 2016 mit dem American Mineral Heritage Award 2016 ausgezeichnet).

## Klassifikation
Da der Szenicsit erst 1993 als eigenständige Mineralart anerkannt wurde, ist er in der seit 1977 veralteten 8. Auflage der Mineralsystematik nach Strunz noch nicht verzeichnet.
Im zuletzt 2018 überarbeiteten und aktualisierten Lapis-Mineralienverzeichnis nach Stefan Weiß, das sich aus Rücksicht auf private Sammler und institutionelle Sammlungen noch nach dieser alten Form der Systematik von Karl Hugo Strunz richtet, erhielt das Mineral die System- und Mineral-Nr. VI/G.02-022. In der „Lapis-Systematik“ entspricht dies der Klasse der „Sulfate, Chromate, Molybdate und Wolframate“ und dort der Abteilung „Molybdate [MoO4]2− und Wolframate [WO4]2−, Polywolframate“, wo Szenicsit zusammen mit Biehlit, Cupromolybdit, Cuprotungstit, Ferrimolybdit, Lindgrenit, Markascherit, Tancait-(Ce) und Vergasovait die unbenannte Gruppe VI/G.02 bildet.
Die von der International Mineralogical Association (IMA) zuletzt 2009 aktualisierte 9. Auflage der Strunz’schen Mineralsystematik ordnet den Szenicsit in die ebenfalls in die Abteilung der „Molybdate und Wolframate“ ein. Diese ist allerdings weiter unterteilt nach der möglichen Anwesenheit zusätzlicher Anionen und/oder Kristallwasser, so dass das Mineral entsprechend seiner Zusammensetzung in der Unterabteilung „Mit zusätzlichen Anionen und/oder H2O“ zu finden ist, wo es als einziges Mitglied die unbenannte Gruppe 7.GB.10 bildet.
Die vorwiegend im englischen Sprachraum gebräuchliche Systematik der Minerale nach Dana ordnet den Szenicsit dagegen in die Klasse der „Phosphate, Arsenate und Vanadate“, dort allerdings ebenfalls in die Abteilung der „Molybdate und Wolframate“, ein. Hier ist er als einziges Mitglied in der unbenannten Gruppe 48.03.05 innerhalb der Unterabteilung „Wasserfreie Molybdate und Wolframate (Basisch und wasserfrei)“ zu finden.

## Chemismus
Zwanzig Mikrosondenanalysen an Szenicsit von der Typlokalität ergaben Mittelwerte von 0,14 % Al2O3; 56,25 % CuO; 34,00 % MoO3 und 8,79 % H2O (Summe 99,19 %). Auf der Basis von acht Sauerstoffatomen errechnete sich daraus die empirische Formel Cu2,97Al0,01(MoO4)0,99(OH)4,09, die zu Cu3(MoO4)(OH)4 idealisiert wurde. Diese Idealformel erfordert Gehalte von 57,01 % CuO; 34,38 % MoO3 und 8,61 % H2O.
Szenicsit ist das hydroxylreichere Analogon zum hydroxylärmeren Lindgrenit, Cu3(MoO4)(OH)2. Chemisch identisch mit Szenicsit ist sein monokliner Dimorph Markascherit. Chemisch ähnlich ist Huenit, Cu4(MoO4)3(OH)2.

## Kristallstruktur

Kristallstruktur von Szenicsit in kationenzentrierter polyedrischer Darstellung. Farblegende:
1. 224ADC Cu-Oktaeder;
2. B386AF Mo-Tetraeder;
3. FE0300 O;
4. FCC H

Szenicsit kristallisiert im orthorhombischen Kristallsystem in der Raumgruppe Pnnm (Raumgruppen-Nr. 58) mit den Gitterparametern a = 12,559 Å; b = 8,518 Å und c = 6,072 Å sowie vier Formeleinheiten pro Elementarzelle.
Die Kristallstruktur des Szenicsits besteht aus parallel zur c-Achse [001] verlaufenden Dreierketten aus Kupfer-Oktaedern, die durch MoO42−-Tetraeder zu einem Gerüst verbunden sind (vergleiche die nebenstehende Abbildung).
Im Szenicsit existieren drei Cu2+-Positionen (Cu2, Cu3 und Cu4), die alle durch jeweils sechs Sauerstoffatome in einer verzerrten oktaedrischen Konfiguration mit vier kurzen und zwei längeren Bindungen umgeben sind, wie es für oktaedrisch koordiniertes Cu2+ in Kupfer-Oxysalzen infolge des Jahn-Teller-Effekts typisch ist. Cu2-Oktaeder sind miteinander durch gemeinsame Kanten verknüpft und bilden eine gerade Einzelkette, während die Cu3- und Cu4-Oktaeder alternierend über gemeinsame Kanten verbunden sind – aber ebenfalls eine einzelne oktaedrische Kette bilden. Jede Cu3-Cu4-Kette wird  von zwei Cu2-Ketten mit gemeinsamen Kanten flankiert, wodurch eine sich parallel der c-Achse erstreckende oktaedrische Dreierkette gebildet wird. Das MoO42−-Tetraeder verbindet über gemeinsame Ecken drei Dreierketten. Das Tetraeder besitzt zwei Verbindungen zu einer Dreierkette, wobei die Verknüpfung über zwei apikale Sauerstoffatome benachbarter Cu2-Oktaeder vollzogen wird. Infolge der relativen Größe des MoO42−-Tetraeders ist eine paarige Konfiguration der Tetraeder, welche zwei Cu2-Oktaeder derselben Dreierkette verknüpfen, ohne größere Verzerrung der Dreierkette möglich.
Ferner ermöglicht die paarige Konfiguration eine zweizählige Rotationsachse (Digyre) parallel zur c-Achse. Dies führt zu einer staffelförmigen Anordnung derjenigen Tetraeder, die nur eine gemeinsame Ecke mit der Dreierkette besitzen, und ist für die Unterscheidung zwischen Cu3- und Cu4-Oktaedern verantwortlich, die entweder zwei oder gar keine gemeinsamen Ecken mit den MoO42−-Tetraedern aufweisen. Das Arrangement der langen Achsen der verzerrten Oktaeder weist ein honigwabenartiges Aussehen entsprechend der zweizähligen Rotationsachse parallel der c-Achse auf.
Die Kristallstruktur von Szenicsit ist eng mit der von Antlerit, Cu3SO4(OH)4, verwandt, die ähnliche Dreierketten aus über gemeinsame Kanten verknüpfte Cu2+Φ6-Oktaeder enthält.

## Eigenschaften

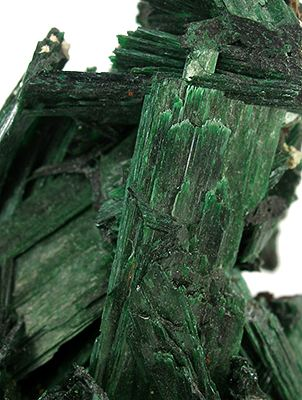
Ausschnitt aus der oben abgebildeten Szenicsit-Stufe zur Veranschaulichung von Farbe und Ausbildung der Kristalle

### Morphologie
Szenicsit bildet hauptsächlich dünntafelige bis blättrige, in Hohlräumen auch aufgewachsene, freistehende Kristalle von maximal 3 cm Größe, die typischerweise nach der c-Achse [001] gestreckt sind (vergleiche die nebenstehenden Kristallzeichnungen). Die Kristalle dieses Habitus 1 sind tafelig bzw. blättrig nach {100} und weisen fast immer gezackte Kanten auf. Dominierende und damit trachtbestimmende Form ist das Pinakoid {100}. Die Kristalle bilden radiale Aggregate ähnlich den Seiten eines aufgeschlagenen Buches und besitzen oft glänzende, verbogene {010}-Spaltflächen. Endflächenbegrenzte Kristalle sind dabei sehr selten. Sehr selten wurden parallel der b-Achse [010] blätterige Kristalle (Habitus 2) angetroffen, während einige lose Kristalle aus der trachtbestimmenden Dipyramide {211} bestehen, die lediglich von den Flächen des Pinakoids {010] terminiert werden (Habitus 3).

Tracht und Habitus von Szenicsit-Kristallen (gleiche Farben bedeuten gleiche Flächenformen)
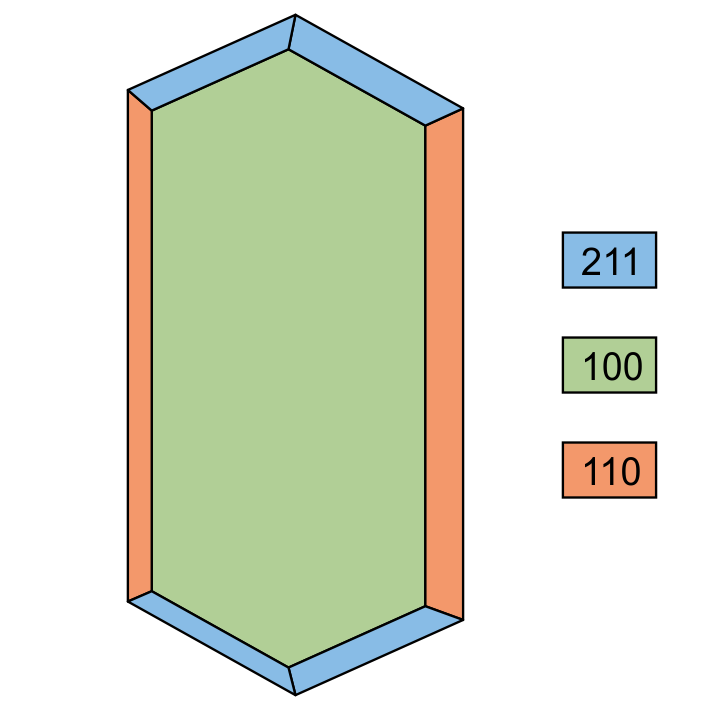
1. Habitus 1: blättrig
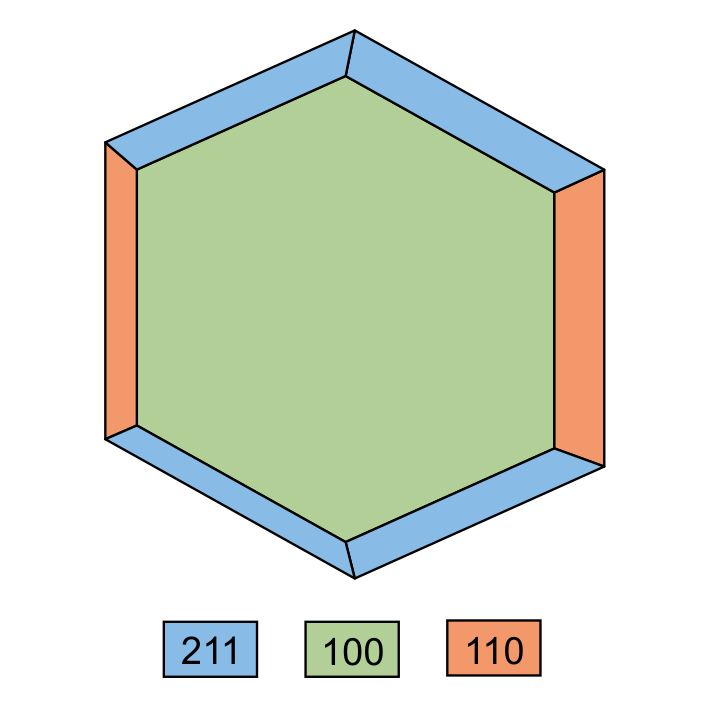
2. Habitus 2: blättrig
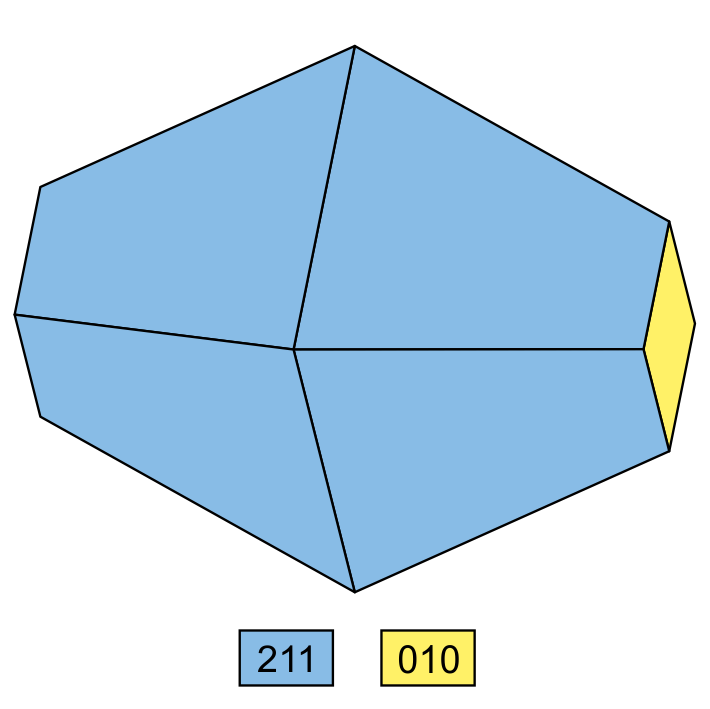
3. Habitus 3: blockig
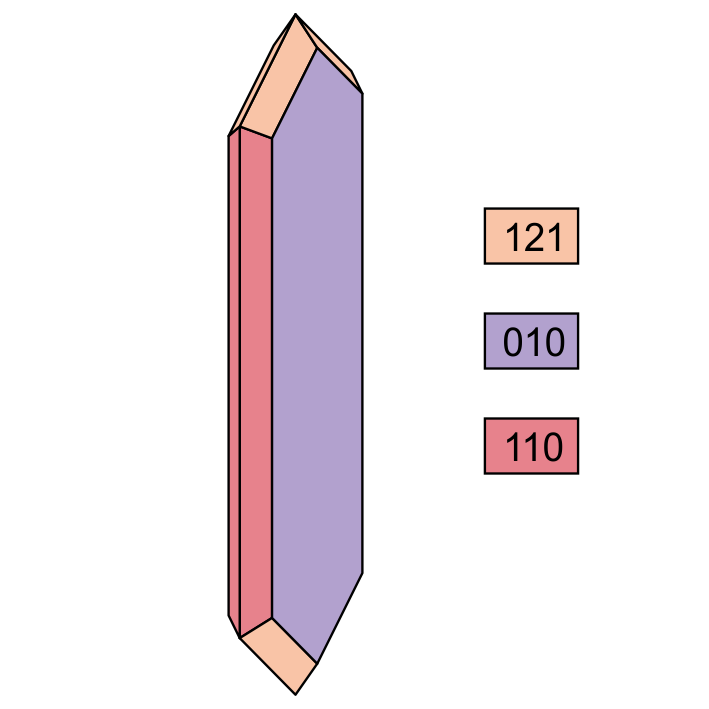
4. blättrig
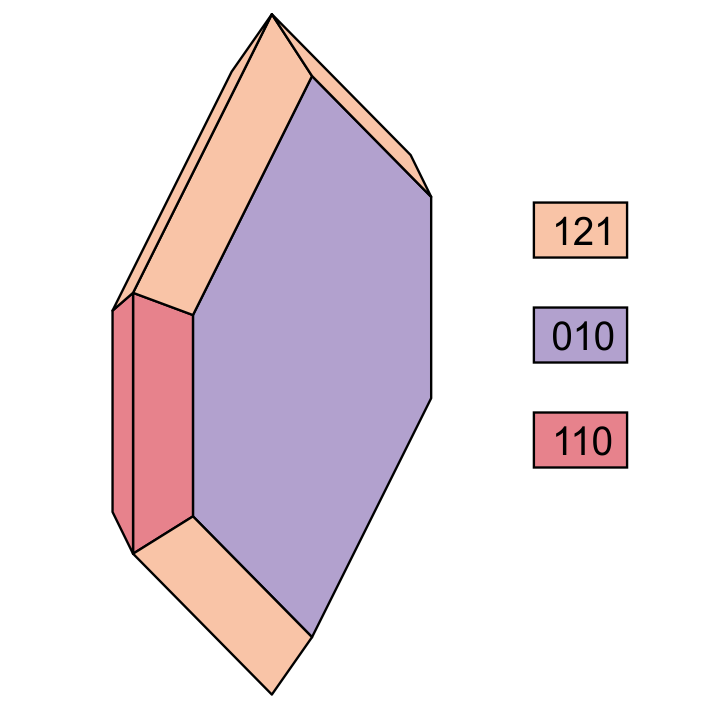
5. blättrig
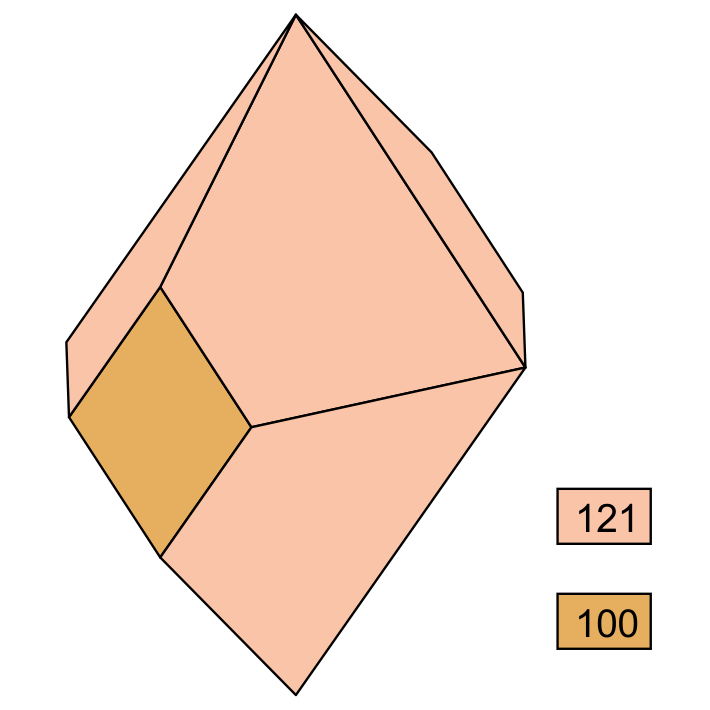
5. blockig

Die Kristallformen {100}, {110}, {211} und {010} in der von Carl Francis und Mitarbeitern gegebenen Aufstellung verändern sich bei der von Jano Stolz und Thomas Armbruster gewählten Aufstellung, bei der a und b vertauscht wurden, zu {010}, {110}, {121} und {100} (vergleiche die nebenstehenden Kristallzeichnungen).
Szenicsit tritt außer in Form von Kristallen auch als Kluftfüllung von circa 5 mm Mächtigkeit in einer hydrothermal veränderten Granitmatrix auf.

### Physikalische und chemische Eigenschaften
Szenicsit-Kristalle sind dunkelgrün und erinnern im Farbton an Torbernit aus der Shinkolobwe Mine bei der ehemaligen Siedlung Shinkolobwe, Distrikt Kambove, Haut-Katanga, Demokratische Republik Kongo. Ihre Strichfarbe wird als „malachitgrün“ angegeben. Die Oberflächen der durchsichtigen Kristalle zeigen einen diamantartigen Glanz. Szenicsit besitzt entsprechend dem starken Glanz eine sehr hohe Lichtbrechung (n > 1,8) und eine geringe bis moderate Doppelbrechung (δ = 0,017).
In der ersten Beschreibung wurden zwar Werte für die Lichtbrechung (nα = 1,886; nβ = 1,892 und nγ = 1,903) angegeben, jedoch sind die Brechungsindizes zu hoch, um sie mit normalen Immersionsflüssigkeiten zu messen, und möglicherweise wesentlich größer als n = 1,8. Im durchfallenden Licht ist das Mineral grün und zeigt einen deutlichen Pleochroismus von X = gelbgrün nach Y = Z = grün.
Szenicsit besitzt zwei verschiedene, jeweils gute Spaltbarkeiten: nach (100) und nach (010). Szenicsit ist spröde, ein Bruch wird nicht angegeben. Das Mineral weist eine Mohshärte von 3,5 bis 4 auf und gehört damit zu den mittelharten Mineralen, die sich ähnlich gut wie das Referenzmineral Fluorit (Härte 4) mit einem Taschenmesser leicht ritzen lassen. Die gemessene Dichte für Szenicsit beträgt 4,26 g/cm³, die berechnete Dichte für die ideale Zusammensetzung 4,30 g/cm³, für die empirisch ermittelte Formel 4,28 g/cm³. Szenicsit zeigt weder im lang- noch im kurzwelligen UV-Licht eine Fluoreszenz.
Szenicsit ist bereits mit schwachen Säuren wie Citronensäure oder Essigsäure sowie mit starken Laugen potentiell instabil und sollte deshalb auch nicht mit Natriumdithionit oder Ethylendiamintetraessigsäure (EDTA) behandelt werden.

## Bildung und Fundorte
Szenicsit ist ein typisches Sekundärmineral, welches in einer ariden Kupfer-Molybdän-Lagerstätte bei der Oxidation primärer Erzminerale unter ariden Bedingungen entstand. Bei der  hydrothermalen Umwandlung des granitischen Nebengesteins der Cu-Mo-Mineralisation wurden die Feldspäte vollständig in Kaolinit überführt. Kupfer wurde bei der Verwitterung von Chalkopyrit und/oder Chalkosin und das Molybdän durch die hydrothermale Umsetzung des Molybdänit-2H als Molybdat-Anion freigesetzt. Bei Anwesenheit von Calcium, welches durch die Zersetzung der Plagioklase zur Verfügung stand, bildete sich Powellit. Infolge des Kupfergehalts der molybdathaltigen Lösungen ist der Powellit z. T. deutlich grün gefärbt, wichtiger ist jedoch die dadurch mögliche Ausscheidung des Kupfermolybdats Szenicsit. Lindgrenit fand sich in Säumen in einer Zone um den Szenicsit. Brochantit ist das wichtigste sekundäre Kupfer-Erzmineral und entstand ebenfalls bei der Oxidation der primären Kupfersulfide.
Brochantit und Hämatit bilden ein buntes, blaugrün-rot geflecktes Gestein, in welchem sich der Szenicsit in den Hohlräumen fand, in denen zuvor der Molybdänit saß. Die enge Vergesellschaftung von Powellit und Szenicsit mit Molybdänit und seinen Pseudomorphosen legt nahe, dass die gelösten Molybdat-Ionen nicht sonderlich mobil sind.
Ein Teil der bis zu 2 cm großen ehemaligen Molybdänit-Kristalle wurde pseudomorph in Powellit umgewandelt; Powellit bildete sich auch massiv in Form geringmächtiger Gängchen sowie in Drusen auch in kleinen Kristallen. Neben Powellit, der das wichtigste Begleitmineral des Szenicsits darstellt, und den bereits genannten Erzmineralen wird der Szenicsit ferner von Chrysokoll, Brochantit, Lindgrenit, gediegen Gold, Hämatit, Baryt und Quarz begleitet.
Als sehr seltene Mineralbildung konnte der Szenicsit bisher (Stand 2022) erst von zwei Fundpunkten beschrieben werden. Die Typlokalität für Szenicsit ist das heute stillliegende, ehemals sekundäre Kupfererze abbauende Bergwerk „Jardinera No. 1“, welches 5 km östlich der Siedlung Inca de Oro bzw. 80 km nördlich von Copiapo in der Provinz Chañaral, Región de Atacama (Region III), Chile, liegt.
Szenicsit fand sich zuerst nur auf einer Erzhalde an der Tagesoberfläche; der Fundort konnte später in einem lediglich 1 × 1 × 2 Meter messenden Bereich auf der 60-m-Sohle lokalisiert werden. Allerdings gibt Georg Gebhard an, dass die Abbaue der Grube „Jardinera No. 1“ lediglich 15 m tief sind, was im Widerspruch zur Teufenangabe in der Typpublikation steht. Weitere Szenicsit führende Bereiche sind in diesen Bergwerk trotz vieler Bemühungen nicht entdeckt worden. Die Menge des zutage geförderten Szenicsit beträgt Schätzungen zufolge nur zwei bis drei Kilogramm.
Die einzige weitere Fundstelle für Szenicsit ist die 1900 entdeckte und von 1929 bis 1964 in Förderung stehende Cu-Ag-Lagerstätte der „Carlota Mine“ (auch „Cactus Deposit“, „Brewery Mine“ oder „Alexander Mine“) bei Top of the World am Pinto Creek, Miami-Inspiration District, Globe-Miami-District, Gila County, Arizona, USA. Szenicsit tritt hier typischerweise zusammen mit Azurit, Powellit und Prosopit auf.
Fundstellen für Szenicsit aus Deutschland, Österreich und der Schweiz sind damit unbekannt.

## Verwendung
Szenicsit wäre infolge seiner Gehalte von 57,01 % CuO und 34,38 % MoO3 ein reiches Cu-Mo-Erz. Aufgrund seiner extremen Seltenheit ist er aber nur für den Sammler von Mineralen von Interesse.